# Prekmurska jezikovna vojna
Prekmurska jezikovna vojna je bila kulturna in jezikovna razprava, ki se je odvijala v 30. letih 20. stoletja. Potekala je med Jožefom Kleklom in njegovimi somišljeniki ter mlajšimi prekmurskimi izobraženci pod vodstvom Miška Kranjca.
Kranjčev krog je zagovarjal, naj se v javnem življenju dosledno uporablja slovenski knjižni jezik, Klekov pa uporabo prekmurščine.
Prekmurski dijaki so menili, da je napočil čas za intenzivnejšo jezikovno integracijo in duhovno konsolidacijo. Zato naj ne bi bilo treba uporabljati prekmurskega jezika niti v tisku niti v domačem okolju. Proti temu so protestirali Klekl in drugi evangeličanski in katoliški duhovniki, saj je imela prekmurščina pomembno vlogo v vsakdanu in identiteti Prekmurcev. Med drugimi je tudi Miško Kranjec zastopal idejo, da je treba prekmurščino odstraniti iz tiska, s čimer pa se Avgust Pavel ni strinjal.